# ملعب طرابلس البلدي (لبنان)
ملعب طرابس البلدي أو الملعب البلدي طرابلس، Tripoli Municipal Stadium، هو ملعب متعدد الاستخدامات بسعة 22.400 شخص متفرج في مدينة طرابس اللبنانية. 
يقع الملعب البلدي بالقرب من وسط المدينة. 

## الصيانة والتجديد
تعاني كرة القدم اللبنانية إلى حدود معطيات سنة 2019، من أزمة حادة على صعيد البنية التحتية الرياضية خاصة ملاعب  كرة القدم التي لا تتوافر بكثرة، مما يضع الاتحاد اللبناني في أزمة خصوصا عند برمجة مباريات البطولة الوطنية، مع عدم وجود ملعب خاص للإتحاد يلجأ إليه عند الضرورة. وتصنف ملاعب كرة القدم في لبنان إلى قسمين: 
- قسم ذو أرضية طبيعية

- قسم آخر مفروش بالعشب الصناعي.

ورغم امتلاك العديد من الأندية في الدرجة الأولى ملاعب خاصة بها، إلا أنها غير مؤهلة لاستضافة مبارياتها كالأنصار، النجمة، الصفاء.. أما العهد فيلعب بعض المباريات غير الجماهيرية على ملعبه.
وفي هذا الإطار صلت وضعية الملعب البلدي طرابلس إلى حالة سيئة في سنوات 2010 من حيث العشب وصيانة مرافق استقبال الجمهور الرياضي، إلى أن تم إصلاح أرضية الملعب العشبية وتجديده مرافقه سنة 2018، وإعادة فتحه في يناير 2019، لمباشرة استقبال المسابقات الوطنية والإقليمية العربية وكذلك الآسيوية والدولية. 

## الخصائص التقنية للبنية التحتية
- القدرة الاستعابية الإجمالية: 10.000 - 15.000 متفرج
- المنطقة المغطاة (المظللة): 3000 حوالي 30%
- منطقة غير مغطاة: 7000
- موقف الرئاسة: 20
- حامل المنصة الرئيسية: 150
- القدرة الاستعابية من الدرجة الأولى: 450
- منصة الصحافة للمراقبة والتغطية: متاحة
- قاعة استقبال الصحافة: متاحة
- قاعة المؤتمرات: متوفرة بخوالي سعة (150 متر مربع)
- غرفة المقابلة: متاحة
- غرفة الصحافة السمعية والبصرية: متوفرة
- غرفة الاتصالات: متاحة
- مكان التعليق للمراسلين والصحفيين والإعلاميين: متاحة
- غرف تغيير الملابس للاعبين: 4
- غرف تغيير الملابس للحكام: 6
- مركز مختبري للكشف عن المنشطات والمخدرات: غير متوفر

- حيز مخصص الإحماء والتسخينات العضلية (التسخينات للإعداد والتهيئة العضلية) قبل ولوج الملعب: غير متوفر
- مرافق العرض الإلكترونية: غير متوفر
- عدد البوابات: 10 بوابات دخول
- الحيز الاستعابي لمواقف السيارات: 600 سيارة

## أحداث مختلفة
غالبا ما عرف على جمهور طرابلس الرياضي التحلي بأخلاق الروح الرياضية بعيدا عن عنف الملاعب. 
وقد شهد ملعب طرابلس مصرع لاعب كرة قدم لبناني بصاعقة رعدية، أعلن عن ذلك بشكل رسمي من قبل النادي الاجتماعي الرياضي اللبناني لكرة القدم، أن لاعبه الشاب علي عثمان (لاعب كرة قدم)، لقي حتفه بسبب صاعقة رعدية سقطت عليه، خلال تمارين الفريق، على ملعب طرابلس.
وقال نادي الاجتماعي الرياضي، عبر صفحته الرسمية على موقع التواصل الاجتماعي «فيسبوك» إن اللاعب (17 عاما)، فارق الحياة على الفور في الملعب. بعدما ضربته الصاعقة.